# Корткерос
Ко́рткерос (коми Кӧрткерӧс) — село в России, административный центр Корткеросского района Республики Коми. Является единственным населённым пунктом одноимённого сельского поселения.
Население — 4710 чел. (2021)

## Название
Название села Корткерос можно перевести как «железная гора». Кöрт с коми языка — «железо», керöс — «гора», «возвышенность». Археологи считают, что Корткерос был, возможно, одним из центров металлургии — возле села есть Железный бор (Кöртьяг) и Железное озеро (Кöртты), речка Кöртвис (железная протока). Ученые в этих местах часто находят рабочую одежду, глиняные горшки, где плавили железо, а также каменные гвозди и песты — ими отбивали и измельчали руду.

## География
Село расположено на левом берегу реки Вычегда и берегах реки Кияю (большая часть села расположена в междуречье Вычегды и Кияю) в пределах Мезенско-Вычегодской равнины, относящейся к Восточно-Европейской равнине. Рельеф местности равнинный. Как и большинство других сёл района Корткерос окружён смешанными лесами.
Село расположено в 49 км от столицы Республики Коми города Сыктывкар. Через село проходит республиканская автодорога Р26, ведущая на запад в Сыктывкар, а на восток, по Корткеросскому мосту через Вычегду, в Усть-Кулом и далее в Троицко-Печорск.
Климат умеренно континентальный. Средняя температура января −17 °C, июля 16 °C. В окрестностях села распространены почвы иллювиально-железистые (иллювиально-малогумусные), в долине Вычегды — пойменные кислые.

## История
Первые сведения о Корткеросе (деревня Кортовская) приходятся на 1608 год. В переписи 1608 года отмечены деревня Кортовская где было 4 двора и починок Кия где находился 1 двор.
Основателя села считаются Артем Федорович Казаков и его сыновья Семен, Гавриил, Афанасий.
В 1646 году в Яренском уезде проводится очередная перепись, которая указывает, что помимо известных ранее деревень Кортовская и Кия, на берегу старой Вычегды появилась деревня Наволок с 3 дворами. Со временем эти три деревни соединились в одно, село Корткерос. Занимая удобное положение в 1678 году Корткерос становится погостом.
К 1747 году погост Корткерос стал центром волости, через год — селом.
В июле 1939 года был образован Корткеросский район с центром в Корткеросе.

## Население
| 1959  | 1970  | 1979  | 1989  | 2002  | 2010  | 2012  |
| ----- | ----- | ----- | ----- | ----- | ----- | ----- |
| 1862  | ↗2864 | ↗3353 | ↗4373 | ↗4659 | ↘4624 | ↘4557 |
| 2013  | 2014  | 2015  | 2016  | 2017  | 2018  | 2019  |
| ↗4583 | ↗4614 | ↗4653 | ↗4700 | ↗4838 | ↗4982 | ↗5018 |
| 2020  | 2021  |       |       |       |       |       |
| ↗5055 | ↘4710 |       |       |       |       |       |

## Экономика
В Корткеросе есть лесопункт и другие предприятия местного значения.

## Люди, связанные с селом Корткерос
В селе жил и умер коми-писатель и поэт Михаил Николаевич Лебедев, а так же коми драматург, коми советский писатель, поэт и общественный деятель — Виктор Савин (Нёбдинса Виттор)

## Учреждения культуры
Центральная библиотека им. М. Н. Лебедева
Корткеросский районный историко-краеведческий музей, открытый 16 сентября 1988 года

## Достопримечательности
Памятник «Скорбящая мать». Памятник жителям Корткероса, погибшим в годы Великой Отечественной войны, установлен на берегу реки Вычегда и открыт 9 мая 1975 года. Памятник выполнен из бетона и представляет собой фигуру коми женщины в длинном платье с накинутым на плече платком.
Памятный крест репрессированным

## Культурная жизнь
В населенном пункте проводится Межрегиональный фестиваль кузнечного мастерства «Кöрт Айка» в переводе с коми языка — «железный человек») — первый в регионе межрегиональный бренд по сохранению и развитию традиционных ремесел народа коми.
Организаторами фестиваля являются Управление культуры и национальной политики администрации муниципального образования муниципального района «Корткеросский» и муниципальные учреждения культуры Корткеросского района. Фестиваль предназначен для творческого взаимодействия кузнецов-художников, мастеров кузнечного искусства и кузнецов-любителей.